# Rita Maiburg
Rita Maiburg (* 23. Juni 1952 in Bonn; † 9. September 1977 in Greven) war eine deutsche Pilotin und die erste Linienflugkapitänin der Welt.

## Leben
Rita Maiburg war das älteste von vier Kindern des Architektenpaares Alois und Gertrud Maiburg. Sie besuchte die Grundschule in Bonn und schloss ihre Schulausbildung 1968 am Mädchengymnasium Hersel bei Bonn mit der mittleren Reife ab. Ihre Flugausbildung begann sie 1967 im Segelfliegerverein Vorgebirge e. V. 1969 erwarb sie die Privatpilotenlizenz an der Luftfahrerschule Nordrhein-Westfalen in Bonn-Hangelar. Danach folgte eine Ausbildung im nichttechnischen Betriebsdienst der Bundesanstalt für Flugsicherung in Bonn.
Anfang der 1970er Jahre arbeitete sie als Co-Pilotin und Bürofachkraft in München. 1972 verlor sie diese Stelle. Zwei Jahre lang fand sie keine Beschäftigung und schließlich strengte sie gemeinsam mit ihrer Anwältin und mit finanzieller Unterstützung einer Journalistin einen Prozess gegen die Bundesrepublik Deutschland und die Lufthansa an, weil sich letztere zu diesem Zeitpunkt weigerte, Frauen als Piloten anzustellen oder gar auszubilden (obwohl die damalige Luft Hansa schon 1927 eine Frau als Co-Pilotin beschäftigt hatte: Marga von Etzdorf). Maiburg verlor zwar den Prozess, wurde durch ihn jedoch so bekannt, dass die regionale Fluggesellschaft DLT sie als Pilotin einstellte.
1976 wurde sie zu einer der weltweit ersten und damals einzigen deutschen Flugkapitänin im regulären Liniendienst befördert. Als Pionierin gilt unter anderem die norwegische Pilotin Turi Widerøe, die bereits von 1969 an als Co-Pilotin für SAS (Scandinavian Airlines System) Linie flog. Über den Zeitpunkt, an dem sie zur Kapitänin befördert wurde, finden sich unterschiedliche Angaben. Ebenfalls im Jahr 1976 wurde Emily Howell Warner die erste Flugkapitänin einer US-Fluglinie, nämlich bei den Frontier Airlines. Bereits 1966 war Durba Banerjee bei Indian Airlines von einer Co-Pilotin zur Kapitänin aufgestiegen. Daneben gab es einzelne weitere Flugkapitäninnen außerhalb des Linienflugbetriebs, etwa die Bulgarin Marija Atanassowa (Frachtflugzeug) und die Britin Yvonne Sintes (Charterflugzeug).
Maiburgs Arbeitgeberin, die DLT, verschwieg den Passagieren, dass eine Frau am Steuerknüppel saß. Die Ansage beim Start lautete jeweils „Im Namen von Flugkapitän Maiburg begrüße ich Sie …“ und erfolgte durch eine Stewardess.
Am Abend des 2. September 1977 stieß Rita Maiburg auf dem Weg zum Flughafen am Steuer ihres Wagens frontal mit einem Milchtankwagen zusammen. Eine Woche später starb sie im Alter von 25 Jahren an einer Lungenembolie.
Im Jahr 2009 erhielt eine Straße in einem gerade entstehenden Wohngebiet in Berlin-Bohnsdorf auf Beschluss der Bezirksverordnetenversammlung Treptow-Köpenick den Namen Rita-Maiburg-Straße. In Köln, auf dem Gelände des ehemaligen Flugplatzes Butzweilerhof, gibt es eine Rita-Maiburg-Straße. Auch in Filderstadt (Flughafen Stuttgart) und im Frankfurter Flughafen-Stadtteil Gateway Gardens gibt es eine Rita-Maiburg-Straße, ebenso in Bonn seit 2021.